# Балькас, Йосип
Йосип Балькас (хорв. Josip Baljkas, Стон, Королевство Далмация, Австро-Венгрия, 8 августа 1905 − Буэнос-Айрес, Аргентина, 26 сентября 1986) — хорватский юрист, усташский чиновник и политический эмигрант.

## Биография

### Межвоенный период
Родился 8 августа 1905 года в Стоне, где окончил начальную школу, а классическую среднюю школу — в Дубровнике. Он закончил юридическое образование в Загребе и получил степень доктора юридических наук, после чего работал юристом в Королевстве Югославия, в Дубровнике. В межвоенный период он вел активную политическую деятельность в правом крыле ХКП, хотя по своей натуре был сторонником радикальных и революционных идей усташского движения. На выборах 1938 года он был избран президентом общины Дубровника и продолжал занимать эту должность после начала войны и создания Независимого государства Хорватия, до 1942 года.

### Вторая мировая война
С началом Апрельской войны и оккупацией Югославии он проявил готовность присоединиться к движению усташей. 17 апреля 1941 года он участвовал в торжественной встрече немецких, а затем итальянских частей, вошедших в Дубровник.
В начале 1943 года его перевели в Загреб, откуда он был назначен начальником штаба усташей Плива в Яйце, а затем в следующем году, в 1944 году, он был назначен комиссаром усташей в Бихаче и прибыл в Загреб в марте 1945 года. В начале мая 1945 года он уехал из Загреба в Австрию, где сдался англичанам. Учитывая, что многие югославские беженцы в британской зоне в Австрии могли свободно передвигаться, в то время как меньшее число было размещено в лагерях беженцев, оккупационные власти, тем не менее, проводили различия в обращении с отдельными членами четников, усташей и бывших королевских армейских групп, особенно при рассмотрении возможности их экстрадиции по запросу югославских властей.

### Эмиграция
В процедурах экстрадиции югославских беженцев обратно в Югославию, британцы руководствовались оппортунизмом, и хотя у них не было сомнений в виновности, особенно беженцев-усташей, в участии в совершении военных преступлений, они часто откладывали экстрадицию из-за политических расчетов и возможного сотрудничества с разведкой. Балькас, будучи военным мэром Дубровника, а позднее начальником штаба усташей в Яйце и комиссаром в Бихаче, осознавал свое положение и судьбу, которая могла его ожидать в случае его экстрадиции в социалистическую Югославию, и решил бежать из британской оккупационной зоны в Австрии. С помощью и посредничеством Крунослава Драгановича он прибыл из порта Генуя в Италии 22 ноября 1947 года на пассажирском судне Santa Rita в порт Буэнос-Айреса, Аргентина, где позже управлял макаронной фабрикой.
Он умер в Буэнос-Айресе 26 сентября 1986 года в возрасте восьмидесяти двух лет.